# Lloyd Williams
Lloyd Williams   (Labette, 3 d'octubre de 1888 - Pennsilvània, 31 de gener de 1976) va ser un matemàtic estatunidenc que va treballar al Canadà.
Lloyd Williams va néixer en una família de quàquers que li van posar el nom compost de William Lloyd Garrison, nom del líder abolicionista i reformador social que havia mort uns anys abans. El seu pare va morir quan tenia cinc anys i la seva mare poc després; va ser educat pels pares de la primera dona del seu pare, els Tomlinson, en una granja a Indiana.
Després de passar per diverses escoles de secundària, va obtenir una beca per estudiar a la universitat d'Oxford (1910-1913) on es va decidir per les matemàtiques. En retornar, va estar fent recerca a la universitat de Chicago els estius, mentre la resta de l'any treballava com mestre. El 1920 va obtenir el doctorat amb una tesi dirigida per Leonard Dickson.
El mateix any va ser nomenat professor de la universitat Cornell que va deixar el 1924 per traslladar-se a la universitat McGill a Mont-real, en la qual va romandre fins a la seva jubilació el 1954. Al Canadà, Williams va ser molt actiu en les campanyes econòmiques per possibilitar la fundació de la Societat Matemàtica del Canadà, de la qual va ser tresorer durant molts anys. Membre actiu dels quàquers, sempre va participar en causes altruistes.
A part d'haver estat el organitzador del grau en matemàtiques de la universitat McGill, Williams és recordat per haver estat el director de tesi d'Elbert Frank Cox, el primer negre en obtenir aquest grau a Amèrica.